# 多利斯克 (科韋利區)
51°6′33″N 24°23′18″E / 51.10917°N 24.38833°E
多利斯克（烏克蘭語：Дольськ），是烏克蘭的村落，位於該國西部沃倫州，由科韋利區的圖里斯克市鎮管轄，始建於1432年，面積1.81平方公里，海拔高度186米，2001年人口480，人口密度每平方公里264.75人。